# Ḥayṣa Bayṣa
Ḥayṣa Bayṣa (eigentlich [Šihāb Ad-Dīn] Abu ʾl-Fawāris Saʿd b. Muḥammad b. Saʿd b. al-Ṣayfī al-Tamīmī, arabisch أبو الفوارس سعد بن محمد بن سعد بن الصيفي التميمي, geboren 1098 oder 1099; gestorben am 2. Januar 1179 in Bagdad) war ein arabischer Poet.

## Leben
Zunächst studierte Haysa Baysa, so sein Spitzname, Fiqh bei verschiedenen Gelehrten, wendete sich dann aber der Poesie und Belletristik zu und erlangte durch seinen überaus eleganten Stil zunehmend Ruhm. Er war Sympathisant der Banu Mazyad, einer arabisch-schiitischen Dynastie im Zentralirak. Später siedelte Haysa Baysa nach Bagdad um, wo er seine Künste dafür einsetzte, die herrschenden Kalifen zu loben. Damit gewann er die Protektion der herrschenden Klasse. Auch auf andere Zeitgenossen verfasste Haysa Baysa Lobgedichte. Er galt als Vertreter der blumigen arabischen Poesie und Prosa des 12. Jahrhunderts.
Haysa Baysa (was in etwa so viel bedeutet wie „in Schwierigkeiten geraten“) benahm sich und sprach gern wie ein Beduinenfürst, ritt auf einem Pferd durch die Straßen und bediente sich ebenfalls deren Dialekt und sprachlicher Feinheiten. Dadurch zog er sich jedoch auch den Spott seiner Feinde zu.